# Monomorium holothir
Monomorium holothir är en myrart som beskrevs av Bolton 1987. Monomorium holothir ingår i släktet Monomorium och familjen myror. Inga underarter finns listade i Catalogue of Life.